# Young the Giant
Young The Giant — американская инди-рок-группа, образованная в 2004 году в Ирвайне, штат Калифорния, США. В 2009 Young The Giant подписали контракт с лейблом Roadrunner Records, а в 2010 году выпустили свой дебютный одноимённый альбом.

## История
Young The Giant образовались в 2004 в Ирвайне, штат Калифорния. Изначально группа называлась The Jakes. Первоначально группа состояла из Джейкоба Тилли, Адама Фармера, Кевина Мэссуди, Эхсона Хашемиана и Сэмира Гэдхии, название группы было акронимом имен участников. Однако нынешний состав группы сформировался лишь в 2008 году. В состав вошли Сэмир Гэдхи, Джейкоб Тилли, Эрик Кэннэт, Паям Дусцэдех, Франсуа Комтуа. В 2008 году The Jakes записывают EP «Shake My Hand» который включает в себя семь песен. Сингл «Cough Syrup» стали транслировать на радиостанции KROQ. В 2009 подписали контракт с лейблом Roadrunner Records. В декабре того же года группа объявила о смене своего названия на Young The Giant. В 2010 группа Young The Giant проводит совместный тур с Steel Train и Minus the Bear, параллельно работая над своим дебютным альбомом, продюсером которого был Джо Чиккаррели. Первый сингл альбома «My Body» транслировался на радио в январе и занял пятое место в чарте Billboard Alternative Songs. В течение недели сингл был доступен для бесплатного скачивания на iTunes. В том же месяце группа исполнила песню на тв шоу Jimmy Kimmel Live!.

## Дискография

### Студийные альбомы
- «Young the Giant» [26.10.2010]
- «Mind Over Matter» [21.01.2014]
- «Home of the Strange» [12.08.2016]
- «Mirror Master» [12.10.2018]

### EP
- «Shake My Hand» [2008]
- «Remix EP» [12.09.2011]
- "iTunes Live from Soho [18.10.2011]

### Синглы
- «My Body» [Июль 2010]
- «Cough Syrup» [Октябрь 2010]
- «Apartment» [Февраль 2012]
- «It’s About Time» [Октябрь 2013]
- «Crystallized» [Декабрь 2013]
- «Simplify» [Июль 2018]